# Dimítris Vlantás
Dimítris Vlantás (grec moderne : Δημήτρης Βλαντάς ; 1908-1985) a été le secrétaire général du Parti communiste de Grèce (KKE) en Crète de 1944 à 1946. Il a aussi été le général chargé de l'armée démocratique de Grèce pendant les batailles de Grammos et Vitsi à la fin de la guerre civile grecque.

## Jeunesse
Dimítris Vlantás, alias Dimítris Vlandás, est né en 1908 à Márathos, en Crète. À l'adolescence, il rejoint la Jeunesse communiste de Grèce (OKNE). En 1924, il entre au comité central de l'OKNE et en 1932 dans son bureau politique.

## Activités politiques en Grèce
Il est repéré par Níkos Zachariádis, secrétaire général du Parti communiste de Grèce de 1931 à 1956. En 1936, le régime de Ioánnis Metaxás interdit le Parti communiste grec et Dimítris Vlantás est emprisonné à Nauplie. Il s'échappe de prison en 1940.
En 1947, il devient membre du Politburo du Parti communiste grec. En janvier 1948, il est nommé ministre de l'Agriculture au sein du gouvernement démocratique provisoire de la Grèce libre

## Guerre civile
Pendant la dernière phase de la guerre civile, Zachariádis et Vlantás regroupent les forces restantes dans les bastions de Grammos et Vitsi, sous le commandement de Dimítris Vlantás.

## Après-guerre
Après la guerre, Vlantas part en exil en Roumanie, d'abord à Bucarest puis à Rimnicu Vilcea. Il s'y installe avec sa femme Eleni, sa fille Eugenia et son fils Georges Vlandas, actuel président du syndicat de la Commission européenne « Union pour l'unité ». Ses petits-fils, Alexis Vlandas et Tim Vlandas, sont tous deux universitaires, en France et au Royaume-Uni respectivement , . Il par de la Roumanie pour s'installer en France en 1967 où il est rejoint par sa famille en 1968. En 1983, il fait don de ses archives à la Bibliothèque de documentation internationale contemporaine.

## Archives
- Inventaire du fonds d'archives de Dimítris Vlantás conservé à La contemporaine